# Колесникова Парасковія Митрофанівна
Колесникова (Колесничиха) Парасковія Митрофанівна (* 1885, с. Мила, Київщина  — † 1921, Київ) — українська актриса і співачка (мецо-сопрано). Відома за виступами в Театрі Миколи Садовського (1909—1916).

## Життєпис
Народилась 1885 року в селі Мила (нині Києво-Святошинського району Київської області).
В театрі Садовського — з 1909 року. «Була невеличка на зріст, худенька, дуже рухлива, мала добру міміку, голос — мецо-сопрано. Добре танцювала, виступала, навіть з сольними номерами (скажімо танцювала халяндру у „Вії“). Однаково добре грала і комедію, і драму», — згадував її колега по театру В. С. Василько.
Вийшла з трупи Садовського на початку травня 1916.
В 1911—1912 знімалась в кіно.
Пішла з життя в 1921 році.

## Ролі в театрі
- Сірчиха («За двома зайцями» М. Старицького)
- Унтер-офіцерша («Ревізор» М. Гоголя)
- Куховарка («Суєта» І. Карпенка-Карого)
- Степанида («Не так склалось, як жадалось» М. Старицького)
- Махля («Міреле Ефрос» Я. Гордіна)
- Старчиха Митрофанівна («Весняні сни» А. Добровольського)
- Відьма («Вій» М.  Кропивницького)
- Стара нянька коло дитини («Казка старого млина» С. Черкасенка)

## Ролі в кіно
П. Колесникова знялась в наступних фільмах:
- 1911 — «Наймичка» (Рухля)
- 1912 — «Запорізький скарб» за К. І. Ванченком (роль відьми)
- 1912 — «Пан Штукаревич, або Оказія якої не бувало» за С. Г. Зіневичем (роль баби)